# Sikorsky S-43
Sikorsky S-43 „Baby Clipper“ je dvoumotorový hydroplán vyráběný ve Spojených státech amerických v letech 1935–1937 společností Sikorsky Aircraft Corporation.

## Výroba a design
Jednalo se o zmenšenou verzi letounu Sikorsky S-42 „Clipper“. Zvládl přepravit 18 až 25 cestujících, s odděleným kokpitem pro dvojčlennou posádku. Označení „Baby Clipper“ bylo odvozeno od přezdívky amerických aerolinií.
Celkem bylo vyrobeno přibližně 53 letounů S-43, včetně dvouocasé verze S-43B.

## Letecká historie

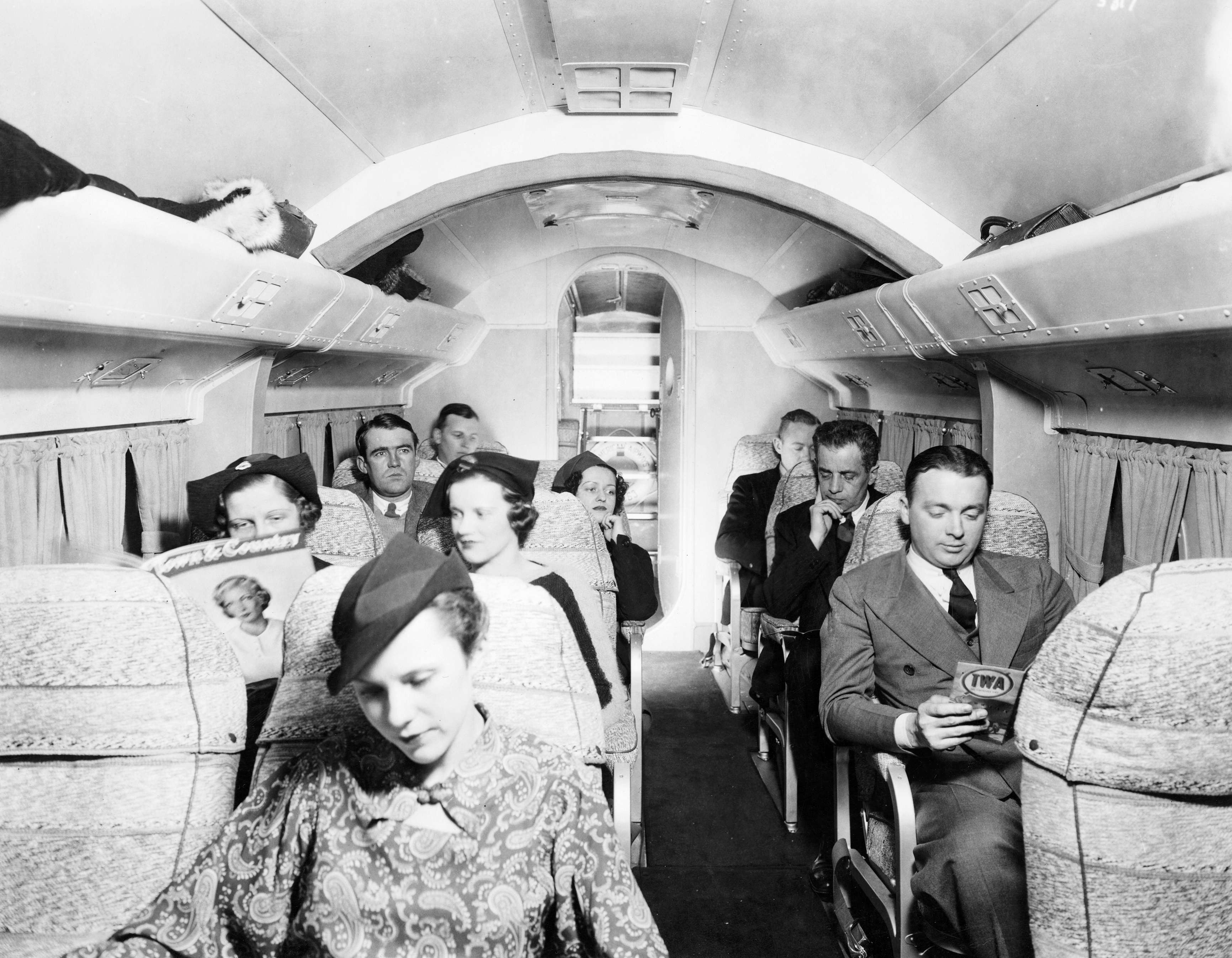
Kabina letounu Sikorsky S-43.

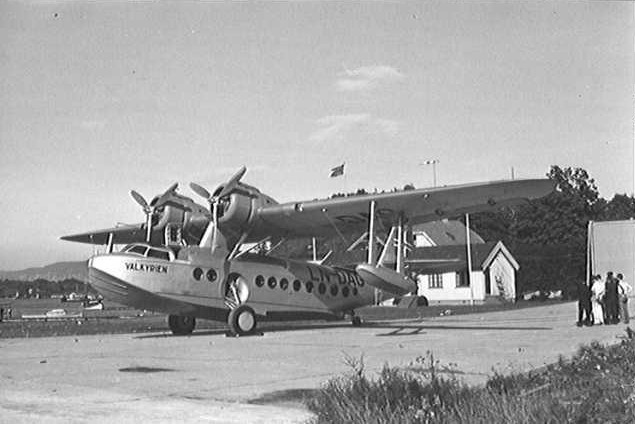
Letoun Sikorsky S-43 na letišti Gressholmen u města Oslo (1936)

Hydroplán S-43 poprvé vzlétl v roce 1935.
S-43 byl používán pro lety na Kubu a do Latinské Ameriky společností Pan American World Airways. Havajské aerolinky Inter-Island Airways (od roku 1941 Hawaiian Airlines) byly prvními uživateli letounu S-43. Používaly čtyři letouny S-43 k přepravě cestujících z Honolulu po Havajských ostrovech. Inter-Island Airways prodaly svůj jediný S-43B nizozemským aeroliniím KLM. Jeden letoun byl zakoupen norskými aeroliniemi Det Norske Luftfartselskap. Brazilské aerolinie Panair do Brasil používaly sedm letounů S-43. Pět letounů používaly během let 1937–1945 francouzské aerolinie Aéromaritime na koloniálních cestách mezi Dakarem a Pointe-Noire v Kongu. Americké Reeve Aleutian Airways vlastnily dva letouny v 50. letech, jeden funkční a jeden na náhradní díly. Další S-43 vlastnil na Aljašce neznámý uživatel, ten se zřítil někdy v 50. letech u města Chignik na Aljašce.
Pět letounů získal Armádní letecký sbor Spojených států amerických v roce 1937 pod označením OA-8 a byly používány pro přepravu nákladu a cestujících. 17 letounů získalo Námořnictvo Spojených států amerických mezi lety 1937 a 1939 pod názvem JRS-1 a dva z nich sloužily Námořní pěchotě Spojených států amerických. Na konci roku 1941 zůstal pouze jeden stroj ve službě.
14. dubna 1936 stanovil pilot Boris Sergievskij výškový rekord pro hydroplány, když dosáhl výšky 27 950 stop (8 520 m) nad městem Stamford v Connecticutu. Na palubě tohoto letu byl také konstruktér Igor Sikorskij.
Za dobu provozu letounu S-43 bylo registrováno 10 nehod, celkem v nich zemřelo 55 osob.

## Specifikace

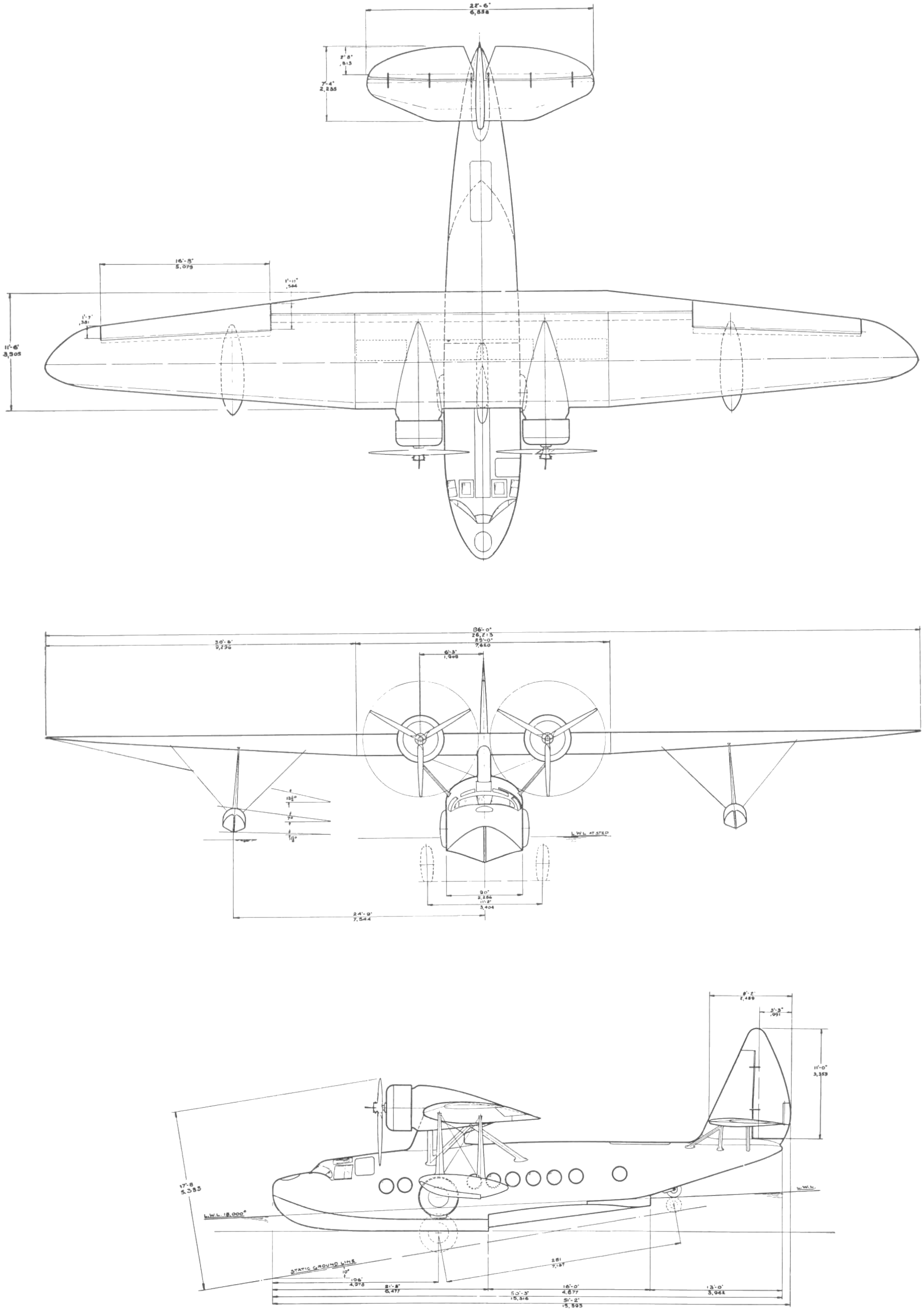
Třípohledový nákres S-43

### Technické údaje
- Osádka: 2
- Kapacita: 19 osob
- Délka trupu: 15,60 m
- Rozpětí: 26,21 m
- Výška trupu: 5,38 m
- Hmotnost prázdného letounu: 5 783 kg
- Hmotnost plně naloženého letounu: 8 845 kg
- Maximální vzletová hmotnost: 8 618 kg
- Kapacita nádrží: 380 l ve čtyřech nádržích na křídlech
- Pohonné jednotky: 2× Pratt & Whitney R-1690-52 Hornet, devítiválcové vzduchem chlazené hvězdicové motory o výkonu 560 kW
- Vrtule: třílistá Hamilton Standard

### Výkony
- Maximální rychlost: 286 km/h u hladiny moře, 310 km/h ve výšce 2 100 m
- Stoupavost: 5,1 m/s
- Dostup: 5 800 m
- Dolet: 1 247 km ve výšce 2 100 m, 70% výkonu